# Liste der Monuments historiques in Contrisson
Die Liste der Monuments historiques in Contrisson führt die Monuments historiques in der französischen Gemeinde Contrisson auf.

## Liste der Immobilien
| Bezeichnung       | Beschreibung                                                                         | Standort                  | Kennzeichnung | Schutzstatus | Datum | Bild           |
| ----------------- | ------------------------------------------------------------------------------------ | ------------------------- | ------------- | ------------ | ----- | -------------- |
| Bauernhof         | Fachwerkgebäude, erste Hälfte des 19. Jahrhunderts                                   | 98, 106 Petite-Rue (Lage) | PA00106708    | Inscrit      | 1992  |                |
| Fachwerkhaus      | aus der zweiten Hälfte des 15. Jahrhunderts, Umbau des Erdgeschosses bezeichnet 1705 | 9 rue Simon (Lage)        | PA00106690    | Classé       | 1992  |                |
| Kirche St-Quentin | ab dem späten 15. Jahrhundert                                                        | Place de l’Église (Lage)  | PA00106518    | Classé       | 1990  | weitere Bilder |